# Franz Glaser (Archäologe)
Franz Glaser (* 6. September 1950 in Linz) ist ein österreichischer Klassischer Archäologe.

## Leben
Franz Glaser studierte Klassische Archäologie und antike Numismatik an der Universität Wien, wo er 1976 promoviert wurde. Seit 1977 war er Kustos am Landesmuseum Kärnten in Klagenfurt, wo er als Leiter der Abteilung für Provinzialrömische Archäologie und Antike Numismatik und seit 2008 bis zu seiner Pensionierung 2015 auch als stellvertretender Direktor fungierte.  Außerdem leitete er das Römermuseum Teurnia und baute das Archäologische Pilgermuseum Globasnitz auf. Er führte zahlreiche Ausgrabungen durch und hielt zahlreiche Vorträge. 1989 habilitierte er sich an der Universität Innsbruck, wo er seit 1996 a. o. Universitätsprofessor ist. Als Gastprofessor lehrte er außerdem in Wien, Graz und Salzburg.

## Schriften (Auswahl)
- Antike Brunnenbauten (ΚΡΗΝΑΙ) in Griechenland. Wien 1983 (= Denkschriften der Österreichischen Akademie der Wissenschaften, phil.-hist. Klasse, 161).
- Das frühchristliche Pilgerheiligtum auf dem Hemmaberg. Verlag des Geschichtsvereins für Kärnten, Klagenfurt 1991 (= Aus Forschung und Kunst Band 26).
- Teurnia: Römerstadt und Bischofssitz. Ein Führer zu den Ausgrabungen und zum Museum in St. Peter in Holz sowie zu den Fundorten im Stadtgebiet von Teurnia. Klagenfurt 1983, Neuauflage 1992.
- Frühchristliche Denkmäler in Kärnten: ein Führer. Klagenfurt 1996.
- Frühes Christentum im Alpenraum. Eine archäologische Entdeckungsreise. Pustet, Regensburg 1997, ISBN 978-3-7917-1562-9.
- Die Skulpturen des Stadtgebietes von Teurnia. Verlag der Österreichischen Akademie der Wissenschaften, Wien 1997 (= Corpus Signorum Imperii Romani: Österreich: Band II, Fasz. 6).